# لوئیجی سپه
لوئیجی سپه (انگلیسی: Luigi Sepe؛ زادهٔ ۸ مهٔ ۱۹۹۱) یک بازیکن فوتبال اهل ایتالیا است که به صورت قرضی برای باشگاه لاتزیو بازی می‌کند.